# Терес VI
Терес VI (дав.-гр. Τήρης; д/н — бл. 341 до н. е.) — король (базилевс) Одриської держави у Середній Тракії, у бл. 149 роках до н. е.
Син короля Котиса IV або Медока III; онук короля Севта IV або Севта V. 